# United Nations Industrial Development Organization
United Nations Industrial Development Organization, UNIDO är FN:s organisation för industriell utveckling och är ett specialiserat organ i Förenta Nationerna, vars huvudkontor ligger i Wien, Österrike. UNIDO finns i 171 länder och verkar för att främja och accelerera industriell utveckling i utvecklingsländer och i länder med övergångliga ekonomier. UNIDO är också medlem av FN:s Utvecklings Grupp (UNDG).

## Översikt
UNIDO tror att en konkurrenskraftig miljö och en hållbar industri spelar en avgörande roll för främjandet av ekonomisk tillväxt, förminska fattigdom och uppnå att Millenniemålen. Organisationen jobbar på att förbättra livskvalitet i fattiga utvecklingsländer genom sina globala resurser och expertkunskap inom tre områden:

- Förminskning av fattigdom genom produktiva verksamheter
- Trade capacity building
- Energi och miljö

Verksamhet inom dessa områden är justerad med FN:s prioriteter och relaterade multilaterala deklarationer.
UNIDO arbetar med följande:
- Hjälper utvecklingsländer i utformningen av utveckling, institutionella, vetenskapliga och tekniska strategier och program inom det industriella utvecklingsområdet;
- Analyserar riktningar, sprider information och samordnar verksamheten i deras industriella utveckling;
- Fungerar som ett forum för samråd och förhandlingar riktade mot industrialiseringen av utvecklingsländerna,
- Anordnar tekniskt samarbete med utvecklingsländerna för att genomföra sina utvecklingsplaner för en hållbar industrialiseringen i deras offentliga, kooperativa och privata sektor.

## Direktörer

### UNIDO verkställande direktörer[2]
| Namn                       | Datum     | Nationalitet |
| -------------------------- | --------- | ------------ |
| Ibrahim Helmi Abdel-Rahman | 1967–1974 | Egypten      |
| Abd-El Rahman Khane        | 1975–1985 | Algeriet     |

### UNIDO generaldirektörer[2]
| Namn                       | Datum     | Nationalitet |
| -------------------------- | --------- | ------------ |
| Domingo L. Siazon Jr.      | 1985–1992 | Filippinerna |
| Mauricio de Maria y Campos | 1993–1997 | Mexiko       |
| Carlos Alfredo Magariños   | 1998–2005 | Argentina    |
| Kandeh Yumkella            | 2006–2013 | Sierra Leone |
| LI Yong (李勇)             | 2013–P    | Kina         |